# Cene Logar
Cene Logar, slovenski filozof in disident, * 14. julij 1913, Horjul, † 13. januar 1995, Ljubljana.

## Življenjepis
Iz filozofije je doktoriral leta 1937 pri Francetu Vebru. V partizanih je bil načelnik propagandnega oddelka pri Glavnem štabu NOV in POS, urednik Ljudske pravice in Slovenskega poročevalca. Kot odposlanec se je udeležil Zbora odposlancev slovenskega naroda v Kočevju. Po vojni je na Oddelku za filozofijo Filozofske fakultete Univerze v Ljubljani nastopil 1947 kot docent  in predaval posamezna poglavja iz novoveške filozofije in teme iz spoznavne teorije, dialektičnega in historičnega materializma. Ker se je leta 1948 opredelil za resolucijo Informbiroja in naj bi (mdr. skupaj s svojimi brati) ustanovil ilegalno skupino, je bil v februarju 1949 odstranjen in dvakrat (skupaj za skoraj 8 let) zaprt na Golem otoku oz. Grgurju. Po izpustitvi je dobil delo v Državnem Arhivu Slovenije. Fakulteta mu je priznala naziv redni profesor, predavati pa zaradi bolezni ni začel. Po zaporu se je distanciral od Vebrove predmetnostne teorije in zagovarjal historično materialistični pristop. V imenu te doktrine je kritično analiziral fenomenologijo Edmunda Husserla, predmetnostno teorijo, fenomenološko metodologijo in filozofijo eksistence. Leta 1995 je v intervjuju v Razgledih kritično ovrednotil svojo življenjsko pot, ki jo je pogojevalo prisilno bivanje na Golem otoku. Imel je partizansko spomenico 1941.